# Grjazi
Grjazi in russo Гря́зи? è una città della Russia europea sudoccidentale (oblast' di Lipeck), situata sulle colline del Rialto centrale russo lungo il fiume Matyra, 30 chilometri a sudovest del capoluogo: è il centro amministrativo del distretto omonimo.
La cittadina fu fondata nella seconda metà del XIX secolo come insediamento operaio durante la costruzione della ferrovia per Volgograd, completata nel 1868. Ricevette lo status di città nel 1938.

## Società

### Evoluzione demografica
Fonte: mojgorod.ru
- 1897: 1.700
- 1939: 25.900
- 1959: 34.400
- 1970: 41.300
- 1989: 47.500
- 2007: 46.500